# Ashikaga Yoshikatsu
Ashikaga Yoshikatsu ( 足利 義勝, 19 de março de 1434 – 16 de agosto de 1443) foi o sétimo xogum do xogunato Ashikaga e governou o Japão entre 1442 e 1443. Foi filho do sexto xogum Ashikaga Yoshinori.
Se tornou xogum com a idade de oito ano, quase um ano depois do assassinato do seu pai em 1441. Entretanto morreu por uma doença no ano seguinte e foi sucedido por seu irmão mais novo Ashikaga Yoshimasa. Seu mandato começou no período de declínio do xogunato.